# When Memory Calls
Pour plus de détails, voir Fiche technique et Distribution.
When Memory Calls est un film muet américain réalisé par Frank Beal et sorti en 1912.

## Fiche technique
- Titre : When Memory Calls
- Réalisation : Frank Beal
- Scénario : William V. Mong, d'après un roman de H.S. Paine
- Producteur :  William Selig
- Société de production : Selig Polyscope Company
- Société de distribution : General Film Company
- Pays d'origine :  États-Unis
- Langue : Anglais
- Format : Noir et blanc — 35 mm — 1,33:1 — Muet
- Genre : Film dramatique
- Durée : 10 minutes
- Date de sortie : 
  -  États-Unis : 22 février 1912

## Distribution
- Charles Clary
- Kathlyn Williams
- George Lynn
- George L. Cox
- Lynette Griffin
- William Stowell
- Edgar G. Wynn
- Winifred Greenwood